# Трутовик изменчивый
Трутови́к изме́нчивый (лат. Cerioporus varius) — несъедобный гриб-трутовик из рода Polyporus семейства Polyporaceae. 
Синонимы:
- Boletus lateralis Bolton, 1788
- Boletus nummularius Bull., 1783
- Boletus ramulosum J.F. Gmel., 1792
- Boletus varius Pers., 1796
- Coltricia nummularia (Bull.) Gray, 1821
- Grifola varia (Pers.) Gray, 1821
- Leucoporus petaloides (Fr.) Pat., 1900
- Melanopus noackianus Pat., 1907
- Melanopus varius (Pers.) Pat., 1887
- Petaloides petaloides (Fr.) Torrend
- Polyporellus petaloides (Fr.) P. Karst., 1879
- Polyporellus varius (Pers.) P. Karst., 1880
- Polyporus boltonii Rostk., 1848
- Polyporus gintlianus Velen., 1922
- Polyporus leprodes Rostk., 1838
- Polyporus magnovarius Lloyd, 1923
- Polyporus minimus (Fr.) Mussat, 1901
- Polyporus noackianus (Pat.) Sacc. & Trotter, 1912
- Polyporus nummularius (Bull.) Fr., 1815
- Polyporus petaloides Fr., 1838
- Polyporus picipes Rostk., 1848
- Polystictus varius (Pers.) G. Cunn., 1965

## Описание
Шляпка гладкая, золотисто-жёлтая или светло-коричневая, с волокнистым, иногда разделённым на лопасти краем, у зрелых экземпляров поверхность шляпки с радиальными полосами. Трубчатый слой низбегающий, белый или светло-кремовый, с белыми порами диаметром 4—6 мм, у зрелых экземпляров поры охристо-коричневого цвета. Ножка эксцентрическая, светло-коричневая, со временем, начиная с основания, темнеющая. Мякоть жёсткая, с грибным запахом, её цвет варьирует от белого до интенсивно-коричневого. Споровый порошок белый
.

## Экология
По данным Леонида Любарского и Любови Васильевой на Дальнем Востоке поражает ель, дуб, ильм, берёзу, тополь, иву, чозению и бархат.

## Сходные виды
Трутовик чозениевый и близкие виды рода Полипорус, а также трутовики из других родов, характеризующиеся наличием ножки.